# L'Avare
L'Avare è un film del 1980 diretto da Jean Girault e Louis de Funès.
La pellicola, prodotta in Francia, è adattata da L'avaro di Molière. Distribuito in altre nazioni coi seguenti titoli: El avaro (Argentina); El avaro (Spagna); O megalos tsigounis (Grecia); A fösvény (Ungheria); De Vrek (Paesi Bassi); Skapiec (Polonia); O Avarento (Portogallo); Louis, der Geizkragen (Germania); The Miser (titolo internazionale inglese).

## Trama
L'anziano Arpagone vive una vita frugale, anche se ha accumulato una fortuna, che ha seppellito nel suo giardino. Il vecchio è spietatamente avaro e, per incrementare il suo patrimonio, ha intenzione di far sposare a sua figlia Élise un uomo ricco, mentre egli stesso si sposerà ad una facoltosa ereditiera. Sua figlia è innamorata di un altro giovane (Valère, l'intendente di casa), mentre la donna che ha intenzione di prendersi per moglie è già amata da suo figlio Cléante. Entrambi non osano ammettere la loro situazione sentimentale al padre. Ma rimane poco tempo, perché Arpagone in serata intende firmare i contratti di matrimonio.

## Produzione
Louis de Funès sognava da lungo tempo di interpretare L'avaro di Molière al teatro, ma la sua salute precaria non gli aveva permesso di salire sul palco (dopo aver subito un doppio infarto nel 1975). Così progettò un modesto adattamento per la televisione, ma il produttore Christian Fechner, contando sulla enorme popolarità del comico francese, preferì trasformare il progetto in un film per il cinema.. Il film è molto fedele all'opera originale, fatta eccezione per alcuni dettagli aggiunti da de Funès (come l'imitazione di Paperino in tribunale o la sua fuga davanti alla donna che gli chiede soldi in chiesa all'offertorio). Secondo l'amico e collega Michel Galabru, de Funès venne fortemente ispirato da alcuni degli atteggiamenti della madre nell'interpretare il ruolo di Arpagone..
Louis de Funès così sottolinea il suo impegno in questa produzione:
L'ultima scena, girata a Nefta nel Sud della Tunisia, mostra Arpagone nel deserto in compagnia della sola cassetta col denaro e rappresenta, per molti critici, il momento di massima identificazione tra de Funès e il suo personaggio. In effetti, l'interpretazione grottesca e surreale del meschino Arpagone rimane una delle migliori della sua vita.

## Accoglienza

### Critica

Louis de Funès e Michel Galabru sul set, con sfondo a schizzo

L'Avare è un allegro adattamento cinematografico della famosa commedia di Molière. Pur rimanendo fedele all'opera originale, il film riesce ancora a brillare con originalità e divertimento. Louis de Funès non si limita ad interpretare la parte dell'avaro Arpagone - diventa Arpagone, incarnandocisi fino a logori calzini. "In una performance di insuperabile brillantezza, l'interpretazione di de Funès è estremamente divertente e al tempo stesso inequivocabilmente struggente. Ci ricorda che Arpagone non è un malvagio - è in realtà solo una figura molto, molto triste, che merita la nostra pietà più che il nostro disprezzo." Tra il tiranneggiare i suoi figli e il fustigare i suoi servi, Arpagone è una figura tragica che, non amata dall'umanità, è spinta da un amore ossessivo per il denaro. De Funès riesce a tirare fuori quel lato infelice del personaggio pur senza mai mollare il suo frenetico comportamento odioso.
In linea con il tema dell'opera teatrale, i set sono insolitamente spartani per un dramma storico francese, con i cavalli di Arpagone rappresentati soltanto da uno schizzo ingrandito a sfondo (i disegni sono di Albert Uderzo, uno dei "padri" di Asterix). Tuttavia, questo funziona stranamente a vantaggio del film. Con i dialoghi scintillanti e la dinamica recitazione, uno scenario imponente sarebbe stato solo una distrazione. Nonostante ciò, il film impiega alcuni spettacolari cambiamenti di scena - ad un certo punto, per esempio, Arpagone viene proiettato su un palcoscenico teatrale, così da potergli offrire una delle sue divagazioni. Questo artificio da effetto speciale parrebbe un po' dispersivo, ma sembra invece funzionare nel contesto della rappresentazione.

### Incassi
| Paese   | Botteghino        | Nr. di settimane | Fonte |
| Parigi  | 407 014 entrate   | 5 sett.          |       |
| Francia | 2 433 452 entrate | 5 sett.          |       |